# سن آندریاس (فیلم)
سن آندریاس (به انگلیسی: San Andreas) فیلمی آمریکایی در ژانر فاجعه‌ای به نویسندگی کارلتون کیوس و کارگردانی برد پیتون است. از بازیگران این فیلم می‌توان به دواین جانسون، کارلا گوجینو، الکساندرا داداریو، یوان گریفید، آرچی پنجابی، هوگو جانستون-برت، آرت پارکینسون، ویل یان لی، ماریسا نتلینگ، پل جیاماتی، کایلی مینوگ، تاد ویلیامز، کالتن هاینز، مورگان گریفین، مت آلفردا اشاره کرد.
فیلمبرداری از ۲۲ آوریل ۲۰۱۴ در کوئینزلند شروع شد و در ۲۷ ژوئیه در سن فرانسیسکو به پایان رسید. مراحل پس از تولید به خاطر حجم بسیار زیاد تصویرسازی کامپیوتری و جلوه‌های ویژه بسیار طولانی شد. سن آندریاس سرانجام در تاریخ ۲۹ مه ۲۰۱۵ اکران جهانی شد. سن آندریاس مانند اکثر فیلم‌های ژانر فاجعه با واکنش ضد و نقیض منتقدان همراه بود و توانست نمره ۴۳/۱۰۰ بر اساس ۴۲ نقد در وبگاه متاکریتیک دریافت کند. اما برخلاف منتقدان، تماشاگران از فیلم استقبال کردند. این فیلم با بودجه گزاف ۱۱۰ میلیون دلاری ساخته شد و مجموع فروش جهانی‌اش نزدیک به ۵۰۰ میلیون دلار رسید.

## داستان
ری خلبان ماهری است که در نیروی امداد خدمت می‌کند. وضعیت خانوادگی او چندان خوب نیست. ری دختر کوچک خود را در یک حادثه تلخ از دست داده و در آستانه طلاق از همسرش است و در این میان تنها با دختر بزرگترش که بلیک نام دارد لحظات خوبی را سپری می‌کند. همزمان گروهی از دانشمندان در حال بررسی بر روی لرزه‌های اخیر در گسل سن آندریاس هستند، اما زلزله بسیار زودتر از چیزی که تخمین می‌زنند به وقوع می‌پیوندد و کالیفرنیا را زیر و رو می‌کند. ری ابتدا موفق می‌شود همسرش را از یک ساختمان در حال ریزش نجات دهد و سپس به همراه او دست به پرواز بر سراسر کالیفرنیای ویران شده می‌زند تا دخترش بلیک را پیدا کند غافل از اینکه زلزله بزرگتری در راه است…